# Hernen
Hernen is een kerkdorp in de gemeente Wijchen, in de Nederlandse provincie Gelderland. Op 1 januari 2023 telde het dorp 950 inwoners, die Herrenaren worden genoemd. De zelfstandige gemeente Hernen werd op 1 januari 1818 opgeheven en bij de gemeente Bergharen gevoegd.
Het dorp heeft een bosrijke omgeving, maar de aanleg van de A50 heeft in de jaren zestig aan de oostkant van het dorp een groot stuk van het Hernense Bos afgesneden. Dit deel van de Heerlijkheid Hernen kwam daardoor los te liggen van Kasteel Hernen.
De bosachtige gebieden liggen op oude rivierduinen van de Maas, die ontstaan zijn in de eindfase van de laatste ijstijd, toen de Maas door het droge klimaat soms grotendeels droogviel. Het zand uit de bedding woei dan op tot duinen en daarop zijn ook de oudste bewoningssporen gevonden. Het dorp ligt op een uitloper van een stuifzandrug, echter niet direct aan de tegenwoordige bedding van de Maas. Ook het kasteel ligt op zo'n zandrug. Tussen de ruggen liggen stroomdalen; het Hernense Meer is een stroomdalven.
Oude boerderijen bij de dorpskern, zoals De Templet en De Brouwerij, wijzen op randontginning: van het dorp uit werden langzaam maar zeker de lagere gronden in gebruik genomen. De Wijnakker en Het Neerveld liggen echter in de ontginning.

## Bezienswaardigheden

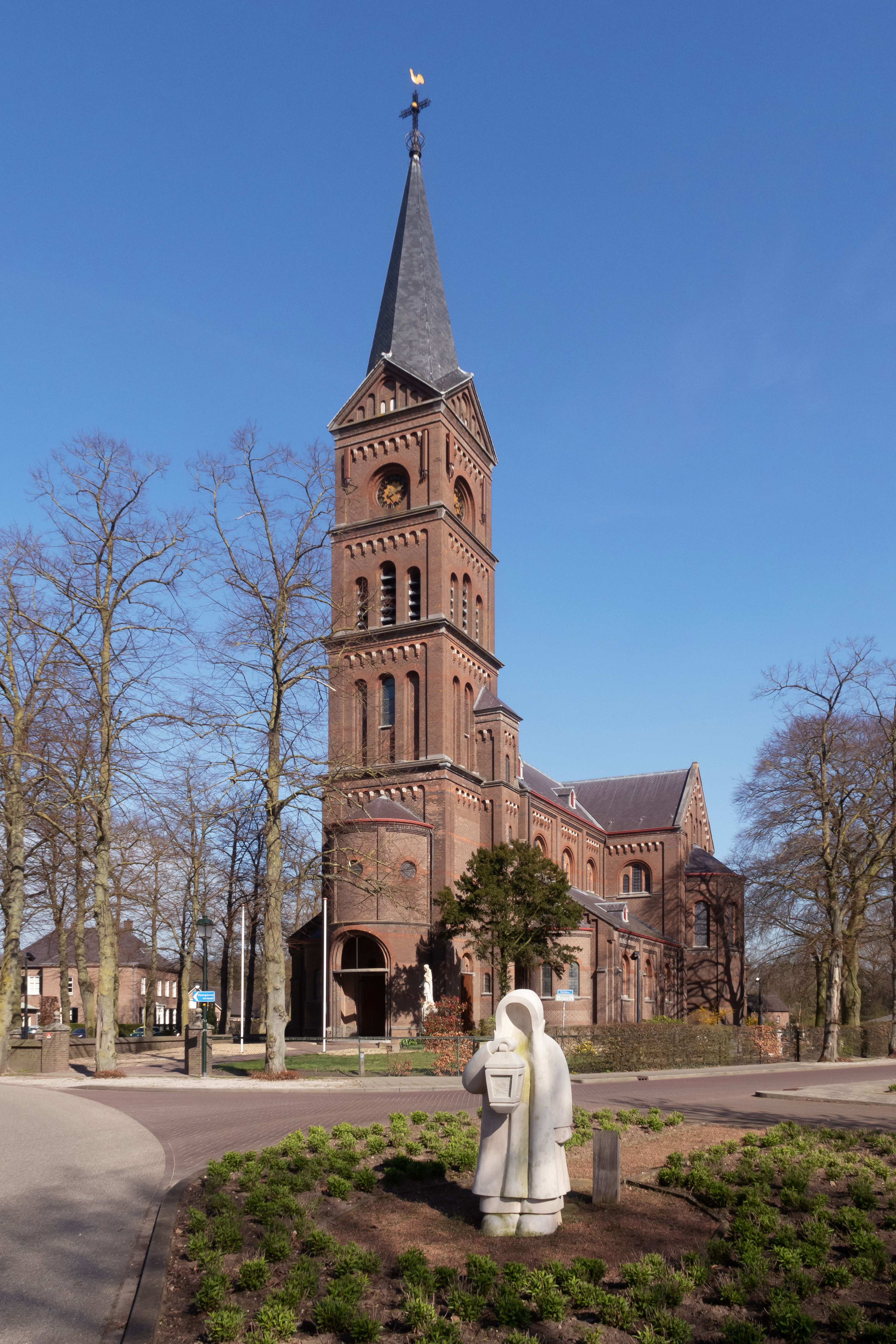
Sint-Judocuskerk van architect P. Th. Stornebrink, met Heilig Hartbeeld
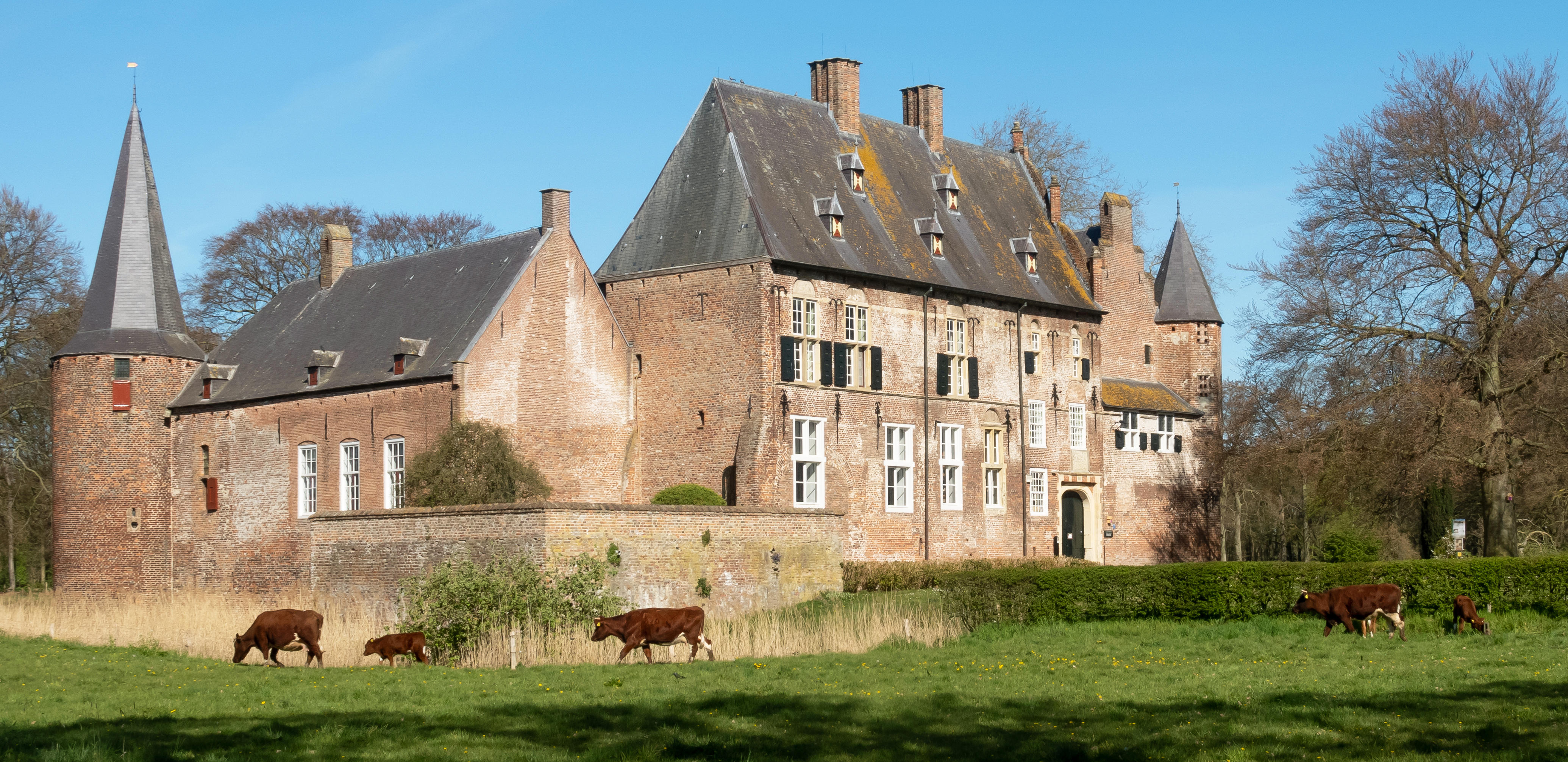
Kasteel Hernen, uit de 14e eeuw; hier werd in 1968 een deel van de tv-serie Floris opgenomen
- beltmolen uit 1745